# Saint-Quentin-Fallavier
Saint-Quentin-Fallavier – miejscowość i gmina we Francji, w regionie Owernia-Rodan-Alpy, w departamencie Isère.
Według danych na rok 1990 gminę zamieszkiwało 4977 osób, a gęstość zaludnienia wynosiła 218 osób/km² (wśród 2880 gmin regionu Rodan-Alpy Saint-Quentin-Fallavier plasuje się na 174. miejscu pod względem liczby ludności, natomiast pod względem powierzchni na miejscu 396.).